# 布萊恩·達爾
布萊恩·德韋恩·達爾 (born September 20, 1965) 是一位美國政治家和農民，曾於2019年至2024年擔任加州州參議院第一選區。 達勒是加州共和黨成員，他於2012年至2019年擔任加州州議會第1選區議員，2017年至2018年擔任州議會少數黨領袖。在選舉州議員之前，達勒曾於1997年至2012年任職於加州拉森縣監事會。